# ヘラクレスの子供たち
『ヘラクレスの子供たち』（ヘラクレスのこどもたち、ヘーラクレイダイ、希: Ἡρακλεῖδαι, Hērakleidai、羅: Heracleidae）は、古代ギリシアのエウリピデスによるギリシア悲劇。
ヘーラクレースの死後、彼の子供たちとその保護者イオラーオスが、ミュケーナイ王エウリュステウスの迫害を逃れ、アテナイ王デーモポーンに保護を求め、アテナイとミュケーナイが戦争、敗れたエウリュステウスが処刑される様が描かれる。
その作風・内容から、上演は紀元前430年頃と推定される。

## 日本語訳
- 『希臘悲壯劇 エウリーピデース 上』 田中秀央、内山敬二郎共訳、世界文學社、1949年
- 『ギリシア悲劇全集 第3巻 エウリピデス篇Ⅰ』 湯井壮四郎訳、人文書院、1960年
- 『世界古典文学全集9　エウリピデス』 柳沼重剛訳、筑摩書房、1965年
  - 新版『ギリシア悲劇Ⅲ エウリピデス（上）』ちくま文庫、1986年
- 『ギリシャ悲劇全集Ⅲ エウリーピデース編 Ⅰ』 内山敬二郎訳、鼎出版会、1977年
- 『ギリシア悲劇全集5 エウリーピデースⅠ』 「ヘーラクレイダイ」池田黎太郎訳、岩波書店、1990年
- 『エウリピデス 悲劇全集 1』丹下和彦訳、京都大学学術出版会〈西洋古典叢書〉 2012年